# The Gruffalo
The Gruffalo é um curta-metragem de animação de 2009 baseado na obra homônima de Julia Donaldson e dirigido por Max Lang. Como reconhecimento, foi nomeado ao Oscar 2011 na categoria de Melhor Animação em Curta-metragem.